# Peso específico natural do solo
Na Mecânica dos solos o peso específico natural do  solo {\displaystyle (\gamma _{n})} é definido numericamente como o peso total do solo (P) dividido pelo seu volume total (V), ou seja:
As unidades são dadas em kgf/cm³ ou kN/m³ 
O ensaio mais comum para determinação do peso específico natural do solo in situ é o método do cilindro de cravação, que é padronizado no Brasil pela norma ABNT NBR 09813/87. O método consiste basicamente na cravação  no solo de um molde cilindrico de dimensões e peso conhecidos. O volume do solo será igual ao volume interno do cilindro e seu peso igual ao peso total subtraído do peso do cilindro.
Outro ensaio muito utilizado, principalmente quando os corpos de prova possuem volumes irregulares, é o método da balança hidrostática que utiliza o Princípio de Arquimedes e no Brasil é realizado com base na NBR 6508/84